# Park Yong-woo
Park Yong-woo (kor. 박용우; ur. 10 września 1993 w Gyeonggi) – południowokoreański piłkarz, występujący na pozycji pomocnika w emirackim klubie Al-Ain FC oraz w reprezentacji Korei Południowej. Uczestnik Pucharu Azji 2023.

## Statystyki

### Klubowe
Na podstawie:
| Klub               | Sezonów | Liga           | Liga  | Liga   | Puchar krajowy | Puchar krajowy | Kontynentalne | Kontynentalne | Suma  | Suma   |
| Klub               | Sezonów | Liga           | Mecze | Bramki | Mecze          | Bramki         | Mecze         | Bramki        | Mecze | Bramki |
| ------------------ | ------- | -------------- | ----- | ------ | -------------- | -------------- | ------------- | ------------- | ----- | ------ |
| FC Seoul           | 2       | K League 1     | 45    | 1      | 6              | 0              | 9             | 1             | 60    | 2      |
| Ulsan Hyundai      | 6       | K League 1     | 157   | 6      | 12             | 1              | 26            | 2             | 195   | 9      |
| Gimcheon Sangmu FC | 2       | K League 1     | 30    | 1      | 0              | 0              | –             | –             | 30    | 1      |
| Al-Ain FC          | 1       | UAE Pro League | 13    | 0      | 4              | 0              | 8             | 0             | 25    | 0      |
|                    | Łącznie | Łącznie        | 245   | 8      | 23             | 1              | 43            | 3             | 311   | 12     |

### Reprezentacyjne
Na podstawie:
| Mecze i gole w reprezentacji podczas Pucharu Azji 2023 | Mecze i gole w reprezentacji podczas Pucharu Azji 2023 | Mecze i gole w reprezentacji podczas Pucharu Azji 2023 | Mecze i gole w reprezentacji podczas Pucharu Azji 2023 | Mecze i gole w reprezentacji podczas Pucharu Azji 2023 | Mecze i gole w reprezentacji podczas Pucharu Azji 2023 | Mecze i gole w reprezentacji podczas Pucharu Azji 2023 | Mecze i gole w reprezentacji podczas Pucharu Azji 2023 |
| Lp.                                                    | Data                                                   | Miasto                                                 | Przeciwnik                                             | Wynik                                                  | Gole                                                   | Inne                                                   | Faza rozgrywek                                         |
| ------------------------------------------------------ | ------------------------------------------------------ | ------------------------------------------------------ | ------------------------------------------------------ | ------------------------------------------------------ | ------------------------------------------------------ | ------------------------------------------------------ | ------------------------------------------------------ |
| 1.                                                     | 15.01.2024                                             | Doha                                                   | Bahrajn                                                | 3:1 (1:0)                                              |                                                        | 9'                                                     | Faza grupowa                                           |
| 2.                                                     | 20.01.2024                                             | Doha                                                   | Jordania                                               | 2:2 (1:2)                                              |                                                        |                                                        | Faza grupowa                                           |
| 3.                                                     | 25.01.2024                                             | Al-Wakra                                               | Malezja                                                | 3:3 (1:0)                                              |                                                        |                                                        | Faza grupowa                                           |
| 4.                                                     | 30.01.2024                                             | Ar-Rajjan                                              | Arabia Saudyjska                                       | 1:1 (k.4:2)                                            |                                                        |                                                        | 1/8 finału                                             |
| 5.                                                     | 02.02.2024                                             | Al-Wakra                                               | Australia                                              | 2:1 (0:1)                                              |                                                        |                                                        | Ćwierćfinał                                            |
| 6.                                                     | 06.02.2024                                             | Ar-Rajjan                                              | Jordania                                               | 0:2 (0:0)                                              |                                                        |                                                        | Półfinał                                               |

## Sukcesy
Na podstawie:

### Klubowe
Z FC Seoul:
- Mistrz Korei Południowej 2016
- Puchar Korei Południowej 2015

Z Ulsan Hyundai:
- Mistrz Korei Południowej 2022, 2023
- Puchar Korei Południowej 2017